# Presoner al Vaticà
Presoner al Vaticà (en italià: prigioniero del Vaticano) és com el papa Pius IX es va descriure després de la captura de Roma per les forces armades del Regne d'Itàlia el 20 de setembre de 1870. com a part del procés de la unificació d'Itàlia, la captura de la ciutat va donar fi al mil·lenari poder dels papes sobre el centre d'Itàlia i es va designar Roma com la capital de la nova nació. Durant els anys posteriors els papes que van succeir a Pius IX, Lleó XIII (1878-1903), Pius X (1903-1914) i Benet XV (1914-1922), van considerar-se «presoners» als palaus del Vaticà i no van restablir les relacions amb Itàlia. Els papes en el seu paper secular van estendre gradualment el seu control sobre regions veïnes, i al llarg dels Estats Papals van governar una gran part de la península italiana durant més de mil anys, fins a mitjan segle xix, quan la major part del territori va ser pres pel Regne d'Itàlia.
Les disputes entre els successius papes «presoners» i Itàlia es van resoldre quan Pius X (1922-1939) va signar amb el govern italià de Mussolini els anomenats Pactes del Laterà, l'11 de febrer del 1929, on el papa reconeixia Itàlia com a estat i els italians reconeixien al papa la sobirania sobre la Ciutat del Vaticà, que quedava establert com a estat independent gràcies a aquests acords.